# Mcgil·lita
La mcgil·lita és un mineral de la classe dels silicats, que pertany al grup de la pirosmalita. Rep el nom per la Universitat McGill, de Mont-real (Canadà).

## Característiques
La mcgil·lita és un silicat de fórmula química (Mn,Fe)₈Si₆O15(OH)₈Cl₂. Va ser aprovada com a espècie vàlida per l'Associació Mineralògica Internacional l'any 1979. Cristal·litza en el sistema monoclínic. La seva duresa a l'escala de Mohs és 5.
Segons la classificació de Nickel-Strunz, la mcgil·lita pertany a «09.EE - Fil·losilicats amb xarxes tetraèdriques de 6-enllaços connectades per xarxes i bandes octaèdriques» juntament amb els següents minerals: bementita, brokenhillita, pirosmalita-(Fe), friedelita, pirosmalita-(Mn), nelenita, schal·lerita, palygorskita, tuperssuatsiaïta, yofortierita, windhoekita, falcondoïta, loughlinita, sepiolita, kalifersita, gyrolita, orlymanita, tungusita, reyerita, truscottita, natrosilita, makatita, varennesita, raïta, intersilita, shafranovskita, zakharovita, zeofil·lita, minehil·lita, fedorita, martinita i lalondeïta.

## Formació i jaciments
Va ser descoberta a la mina Sullivan, situada a la localitat de Kimberley (Colúmbia Britànica, Canadà). També ha estat descrita a la mina Kyurasawa (Prefectura de Tochigi, Japó) i a la mina Arschitza (Província de Suceava, Romania). Aquests tres indrets són els únics de tot el planeta on ha estat descrita aquesta espècie mineral.